# Чемпіонат УРСР з легкої атлетики в приміщенні 1972
Чемпіонат УРСР з легкої атлетики в приміщенні 1972 серед дорослих був проведений 3—4 березня в Донецьку в легкоатлетичному манежі «Авангард».
До програми змагань першості в приміщенні входили також метальні дисципліни просто неба — метання диска, молота та списа у чоловіків, а також метання диска та списа в жінок.

## Призери

### Чоловіки
| Дисципліни             | Золото                               | Золото   | Срібло                           | Срібло  | Бронза                              | Бронза  |
| ---------------------- | ------------------------------------ | -------- | -------------------------------- | ------- | ----------------------------------- | ------- |
| 60 метрів              | Валерій Лукаш Ворошиловградська обл. | 6,6h     | Валерій Рябенко Донецька обл.    | 6,6     | Євген Домрачов Київ                 | 6,6     |
| 100 метрів             | Валерій Рябенко Донецька обл.        | 10,5h    | Євген Домрачов Київ              | 10,7    | Валерій Михайлов Запорізька обл.    | 10,8    |
| 400 метрів             | Валерій Машковський Київ             | 50,2h    | С. Прошин Донецька обл.          | 50,2    | Володимир Погасій Київ              | 50,2    |
| 800 метрів             | Олександр Камишанов Львівська обл.   | 1.54,2h  | В. Трофимов Київ                 | 1.54,3  | М. Чепур Київ                       | 1.54,4  |
| 1500 метрів            | Олександр Камишанов Львівська обл.   | 3.52,8h  | Володимир Яровенко Київ          | 3.53,0  | Валерій Сокур Київ                  | 3.54,9  |
| 5000 метрів            | В. Денисов Кримська обл.             | 14.56,4h | В. Манчак Вінницька обл.         | 15.03,2 | М. Золотухін ???                    | 15.03,2 |
| 60 метрів з бар'єрами  | Олександр Демус Полтавська обл.      | 7,6h NIB | Віталій Силаєв Львівська обл.    | 7,8     | Олексій Бондаренко Одеська обл.     | 7,8     |
| 110 метрів з бар'єрами | Олександр Демус Полтавська обл.      | 14,2h    | Віктор Євсєєв Донецька обл.      | 14,3    | Віталій Силаєв Львівська обл.       | 14,3    |
| Ходьба 10 000 метрів   | Анатолій Соломін Київ                | 44.04,4h | Василь Колодочка Полтавська обл. | 45.28,0 | Віктор Кучма Ворошиловградська обл. | 45.45,0 |
| Стрибки у висоту       | Володимир Кіба Київ                  | 2,11     | Борис Каленников Київ            | 2,11    | Марк Желнов Дніпропетровська обл.   | 2,11    |
| Стрибки з жердиною     | Сергій Кривозуб Донецька обл.        | 5,06     | Микола Рульов Київ               | 4,90    | Юрій Волков Донецька обл.           | 4,80    |
| Стрибки у довжину      | Петро Баришков Київ                  | 7,34     | Василь Дзюба Одеська обл.        | 7,26    | Юрій Махов Одеська обл.             | 7,20    |
| Потрійний стрибок      | Геннадій Савлевич Львівська обл.     | 16,08    | Анатолій Бойко Донецька обл.     | 15,94   | Леонід Потьомкін Київ               | 15,67   |
| Штовхання ядра         | Анатолій Аронов Полтавська обл.      | 17,54    | Анатолій Клименко Київ           | 17,22   | В. Дацюк ???                        | 16,30   |

#### Просто неба
| Дисципліни     | Золото                          | Золото | Срібло                       | Срібло | Бронза                           | Бронза |
| -------------- | ------------------------------- | ------ | ---------------------------- | ------ | -------------------------------- | ------ |
| Метання диска  | Сергій Науменко Київ            | 54,70  | Володимир Волощук Київ       | 53,58  | С. Матюк Черкаська обл.          | 52,50  |
| Метання молота | Валентин Дмитренко Одеська обл. | 69,02  | Володимир Цар Львівська обл. | 65,46  | Володимир Третяк Запорізька обл. | 64,70  |
| Метання списа  | Володимир Орєхов Донецька обл.  | 71,44  | Василь Єршов Запорізька обл. | 70,72  | Юрій Шурхал Одеська обл.         | 69,48  |

### Жінки
| Дисципліни             | Золото                                       | Золото    | Срібло                                       | Срібло | Бронза                                  | Бронза |
| ---------------------- | -------------------------------------------- | --------- | -------------------------------------------- | ------ | --------------------------------------- | ------ |
| 60 метрів              | Валентина Потопальська Дніпропетровська обл. | 7,6h      | З. Войтенко Запорізька обл.                  | 7,7    | В. Лазаренко Київ                       | 7,7    |
| 100 метрів             | Тетяна Паховська Ворошиловградська обл.      | 12,0h     | Валентина Потопальська Дніпропетровська обл. | 12,1   | Ірина Кудрявцева Дніпропетровська обл.  | 12,2   |
| 400 метрів             | Віра Попкова Львівська обл.                  | 56,0h     | Ніна Зюськова Донецька обл.                  | 57,2   | Валентина Михайлова Одеська обл.        | 58,4   |
| 1500 метрів            | Н. Растроста Львівська обл.                  | 4.50,8h   | Л. Томюк Івано-Франківська обл.              | 4.51,4 | Т. Галанюк Рівненська обл.              | 4.59,2 |
| 60 метрів з бар'єрами  | Неллі Марченко Київ                          | 8,3h      | Любов Свєженцева Донецька обл.               | 8,4    | Людмила Шурхал Одеська обл.             | 8,4    |
| 100 метрів з бар'єрами | Людмила Шурхал Одеська обл.                  | 14,0h     | Тамара Стратіус Харківська обл.              | 14,2   | Л. Паламаренко Дніпропетровська обл.    | 14,2   |
| Стрибки у висоту       | Валентина Авілова Одеська обл.               | 1,77      | Р. Єгорова ???                               | 1,68   | Любов Кулик Кримська обл.               | 1,65   |
| Стрибки у довжину      | Лариса Строцька Київ                         | 6,23      | Олександра Гайова Одеська обл.               | 6,10   | Надія Ткаченко Донецька обл.            | 6,05   |
| Штовхання ядра         | Ганна Ваніна Донецька обл.                   | 17,22 NIB | Наталія Виноградова Київ                     | 16,87  | Людмила Мошарова Ворошиловградська обл. | 16,66  |

#### Просто неба
| Дисципліни    | Золото                           | Золото | Срібло                                  | Срібло | Бронза                   | Бронза |
| ------------- | -------------------------------- | ------ | --------------------------------------- | ------ | ------------------------ | ------ |
| Метання диска | Ніна Нестеренко Черкаська обл.   | 51,94  | Людмила Мошарова Ворошиловградська обл. | 49,64  | Ольга Жданова Київ       | 47,94  |
| Метання списа | Галина Безпалова Полтавська обл. | 46,70  | Л. Федорова Київ                        | 45,68  | А. Кантей Вінницька обл. | 43,74  |